# Windogur
Windogur är ett musikalbum av Lena Willemark utgivet 2000. Låtarna kan beskrivas som folkmusikinspirerad jazz.

## Låtlista
Alla låtar är skrivna av Lena Willemark om inget annat anges.
1. Mes ig såg an/När jag såg honom – 8:42
2. Windogar/Fönster – 4:21
3. An negg mig/Han stångar mig – 6:11
4. Himlen faller – 3:28
5. Eddji/Eggen – 1:59
6. Koltrasten – 7:28
7. Rimnur – Saungg/Sprickor – Sång – 5:05
8. Tungelest'n – Uono sig/Månhästen – Ha kul!! – 4:24
9. Wegåstjil/Vägskäl – 5:51
10. Dagen reser sig (Lena Willemark/Ann Smith) – 3:09

## Medverkande
- Lena Willemark – sång, fiol
- Staffan Larson – fiol
- Mikael Marin – viola
- Mats Olofsson – cello
- Bobo Stenson – piano
- Palle Danielsson – bas
- Lisbeth Diers – slagverk